# Iglesia de San Miguel (Palencia)
La iglesia de San Miguel, en la ciudad española de Palencia, es un templo de culto católico, de estilo tardorrománico y protogótico, situado a orillas del río Carrión. Lo más característico del edificio es su torre de grandes ventanales calados y un remate de almenas que le dan apariencia de fortaleza, siendo una de las imágenes emblemáticas de la ciudad. Fue declarada Monumento Histórico Artístico en el año 1931, y Bien de Interés Cultural en 1992.

## Historia
La tradición legendaria afirma que en esta iglesia se casaron el héroe castellano Rodrigo Díaz de Vivar, el Cid Campeador, y su esposa doña Jimena, aun cuando no hay confirmación histórica que confirme este hecho. 
Durante siglos fue el límite sur de la ciudad de Palencia, siendo una de sus principales parroquias. Como consecuencia del terremoto de Lisboa en 1755, se tuvo que reforzar la torre ante el riesgo de derrumbe. La torre iba a ser más alta, pero, debido a las constantes invasiones y saqueos que sufría Palencia, se optó por aprovechar lo que iban a ser los arranques de las ventanas del cuerpo superior como almenas y realizar así guardias.
Fue declarada Monumento histórico-artístico perteneciente al Tesoro Artístico Nacional mediante decreto de 3 de junio de 1931.
En los alrededores de esta iglesia tienen lugar dos celebraciones muy populares en la ciudad: El Bautizo del Niño, que se celebra el 1 de enero y es fiesta de Interés Turístico Regional y la tradicional bendición de los animales el día de san Antón.

## Descripción
Torre

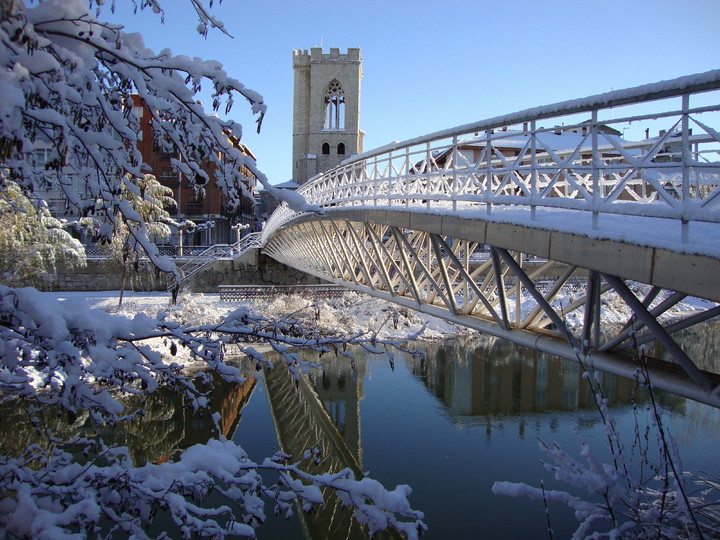
Vista de la iglesia tras una tormenta de nieve en 2010

Se sitúa en la fachada principal, a los pies del templo; está orientada hacia el río y es de sección cuadrangular. En la parte baja de la misma, una puerta tardorrománica de medio punto, surcada por desgastadas aunque hermosas arquivoltas permite el acceso al interior del templo. Dos contrafuertes ascienden por el muro hasta la mitad de la torre enmarcando un ventanal que muestra un trazado gótico. Más arriba se abren dos troneras levemente apuntadas, y más arriba, en un cuerpo separado por una imposta, un ventanal con finos maineles que dibujan en su remate una tracería calada; el mismo motivo se repite en cada una de las caras de la torre, aunque con variantes, pues mientras que los que miran al sur, este y norte (este último de menor tamaño) presentan un mainel que divide el vano en dos, el del oeste tiene dos maineles y una tracería con diseño más complejo. Para rematar, una moldura decorada con canes decora el extremo de la cornisa, por debajo de las características almenas que le confieren su aspecto medieval.
En la parte norte de la torre se encuentra adosada una torrecilla dodecagonal, almenada también, con función de husillo de acceso al campanario y la terraza superior. 
Exterior

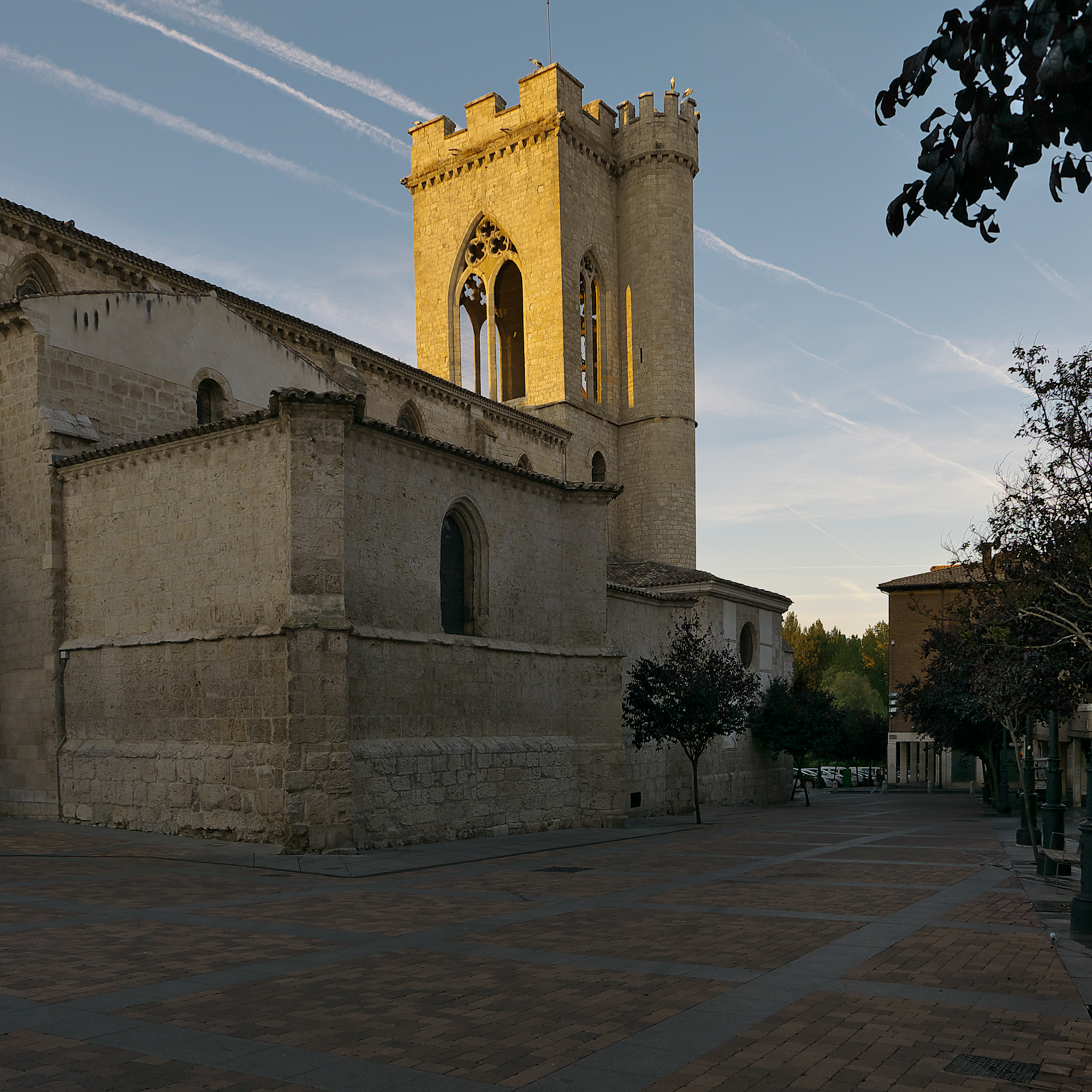
Torre y nave de la iglesia.

El exterior del templo muestra una fusión perfecta entre el por entonces anticuado Románico y el naciente Gótico. Las cubiertas no son tan altas como las del posterior gótico pleno, ni tan bajas como las románicas; y las ventanas, de tamaño pequeño, ya tienen los cristales coloreados, preanuncio de las grandes vidrieras góticas. Llama la atención la elevación de la nave principal, rasgada por ventanales plenamente góticos, respecto a las laterales, notablemente más bajas. El crucero solamente sobresale en planta, sin alcanzar la altura de la nave mayor.
El ábside es prismático y reforzado por robustos contrafuertes, abriéndose en su parte superior sencillas ventanas de medio punto. De los dos absidiolos redondeados solo resta uno, pues el otro quedó embutido en una construcción posterior. Se advierte una menor elevación y diseño más tosco en la cabecera respecto al resto del templo, quizá debido a un cambio en las trazas o por las prisas en terminar el edificio, pues como se aprecia en la zona de encuentro de la nave con el ábside, parte de la construcción está inacabada.
Interior

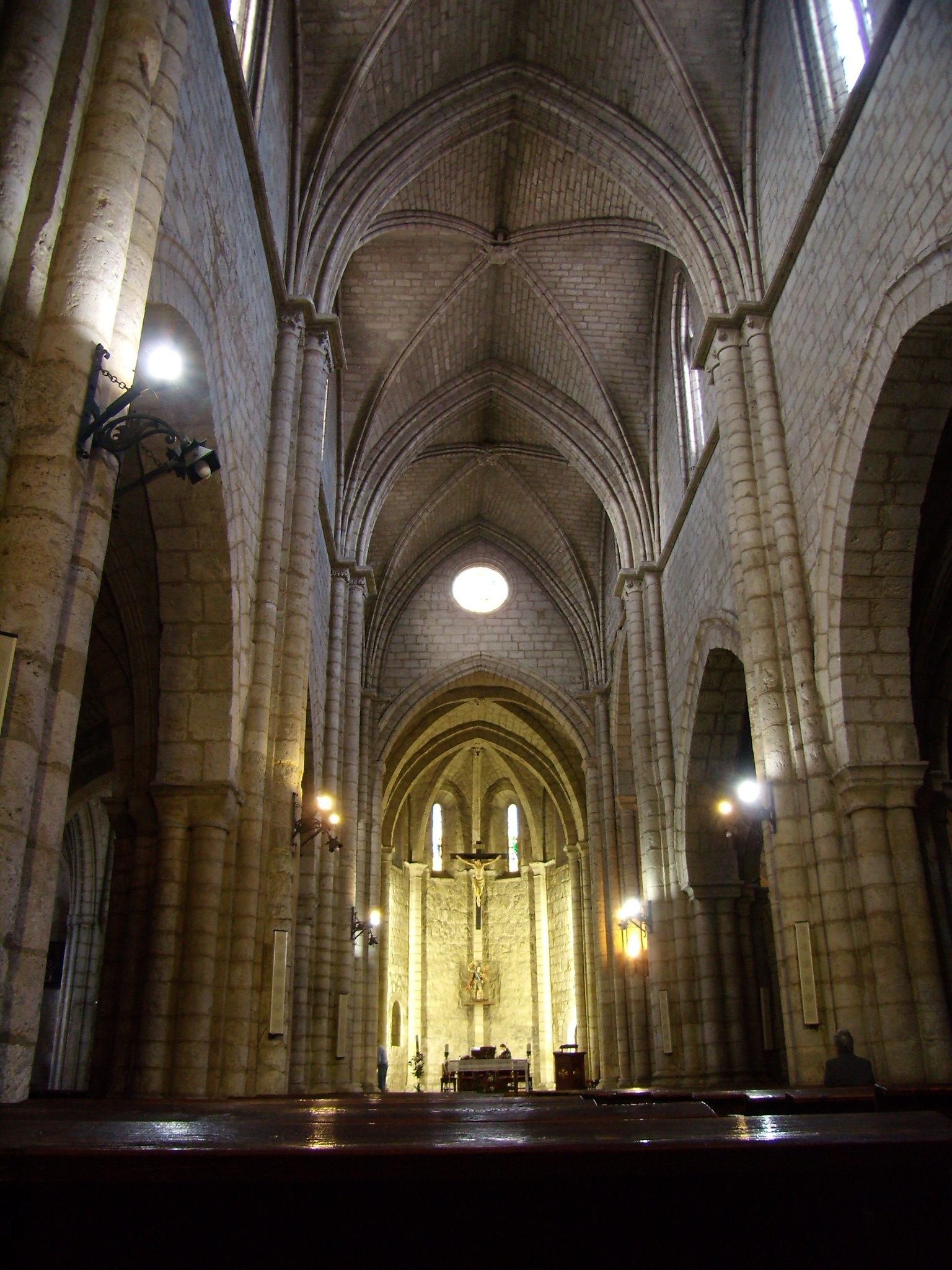
Interior de la nave central.

El interior muestra, por una parte, el sistema de apoyos característico del Románico, con semicolumnas redondeadas marcando los tramos de la nave principal, y pares de las mismas dividiendo ésta y las naves laterales, todas ellas rematadas con sencillos capiteles lisos u ornados con diseños vegetales. El empleo de arcos apuntados, sin embargo, y las bóvedas de crucería que cubren todo el edificio, son ya goticistas. Puede considerarse el conjunto de bóvedas cuatripartitas de esta iglesia como un paradigma perfecto de los sistemas de cubrición del primer gótico. La elevación y luminosidad de la nave principal distancian a este espacio de los modelos románicos; la simplificación decorativa, visible en los capiteles lisos o vegetales, y las bóvedas, de sencillo trazado y desnudas de ornamentos, remiten a los esquemas cistercienses que comenzaban a imponerse a principios del siglo XIII.
Dentro del patrimonio mueble, destacan varios retablos renacentistas y barrocos; las sepulturas de la familia Rúa y Ribadeneira, y la imagen del Cristo de Medinaceli de Palencia, talla que desfila Martes y Viernes Santo portada por la cofradía del mismo nombre.

## Galería de imágenes

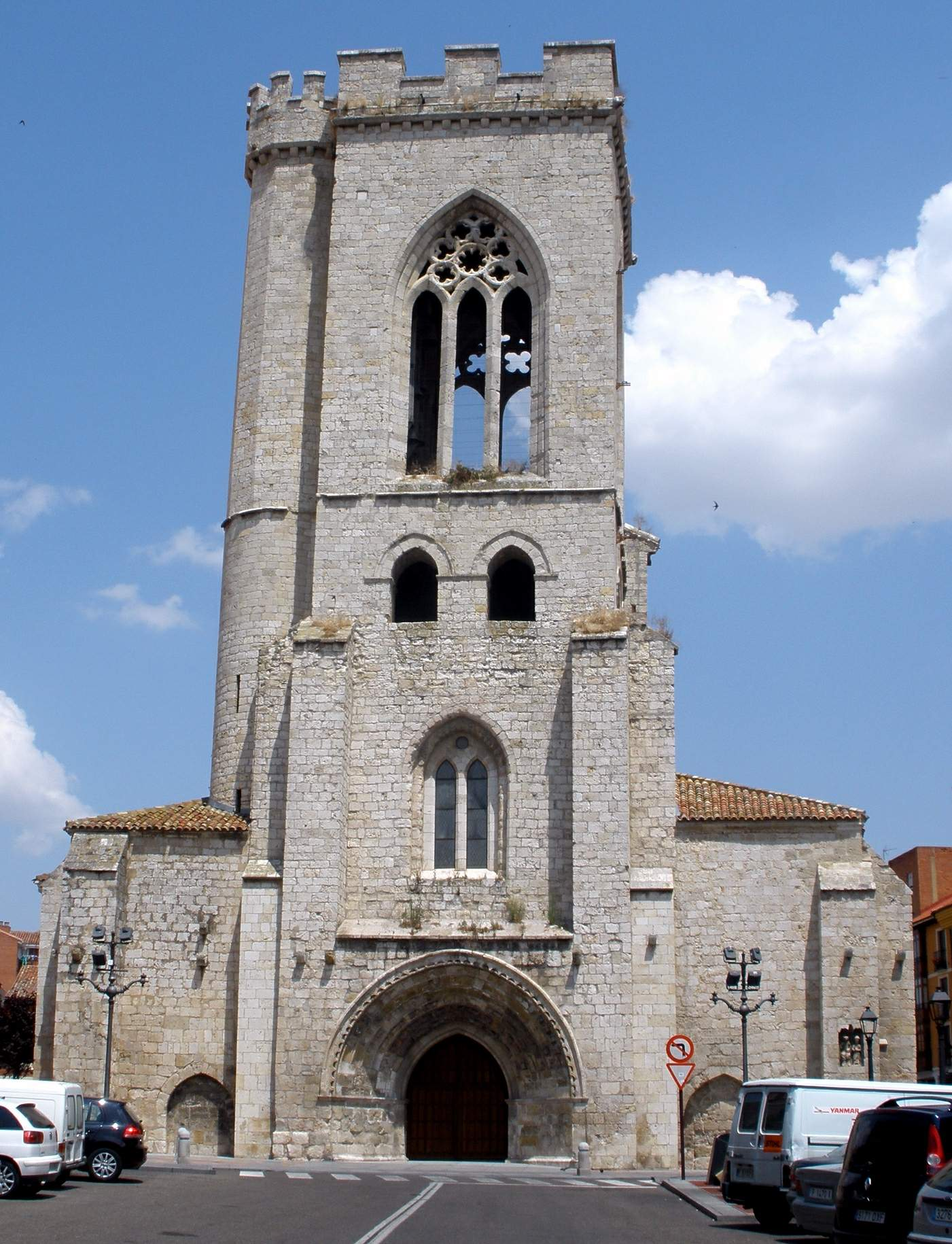
Torre-fachada
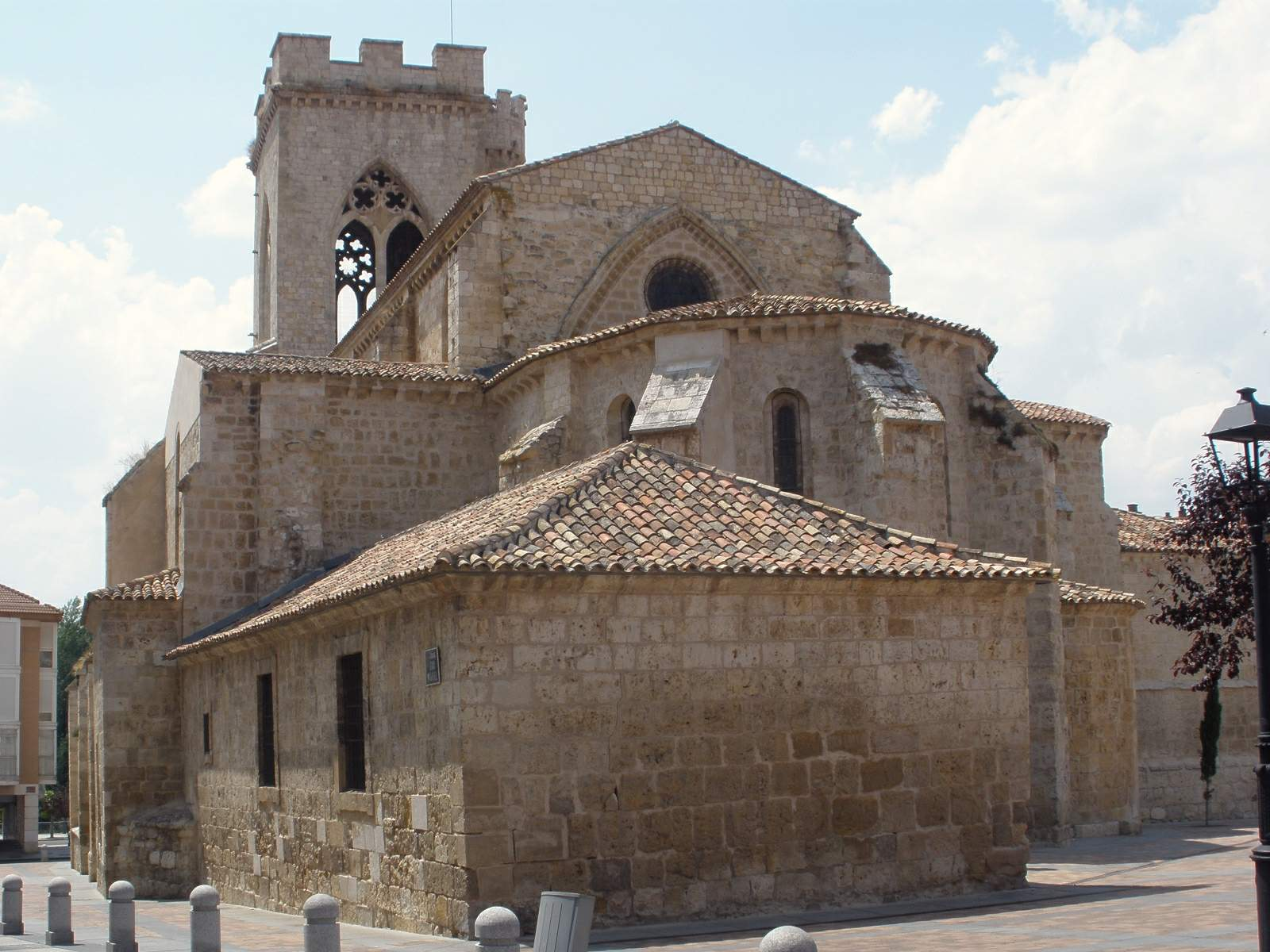
Vista de la cabecera
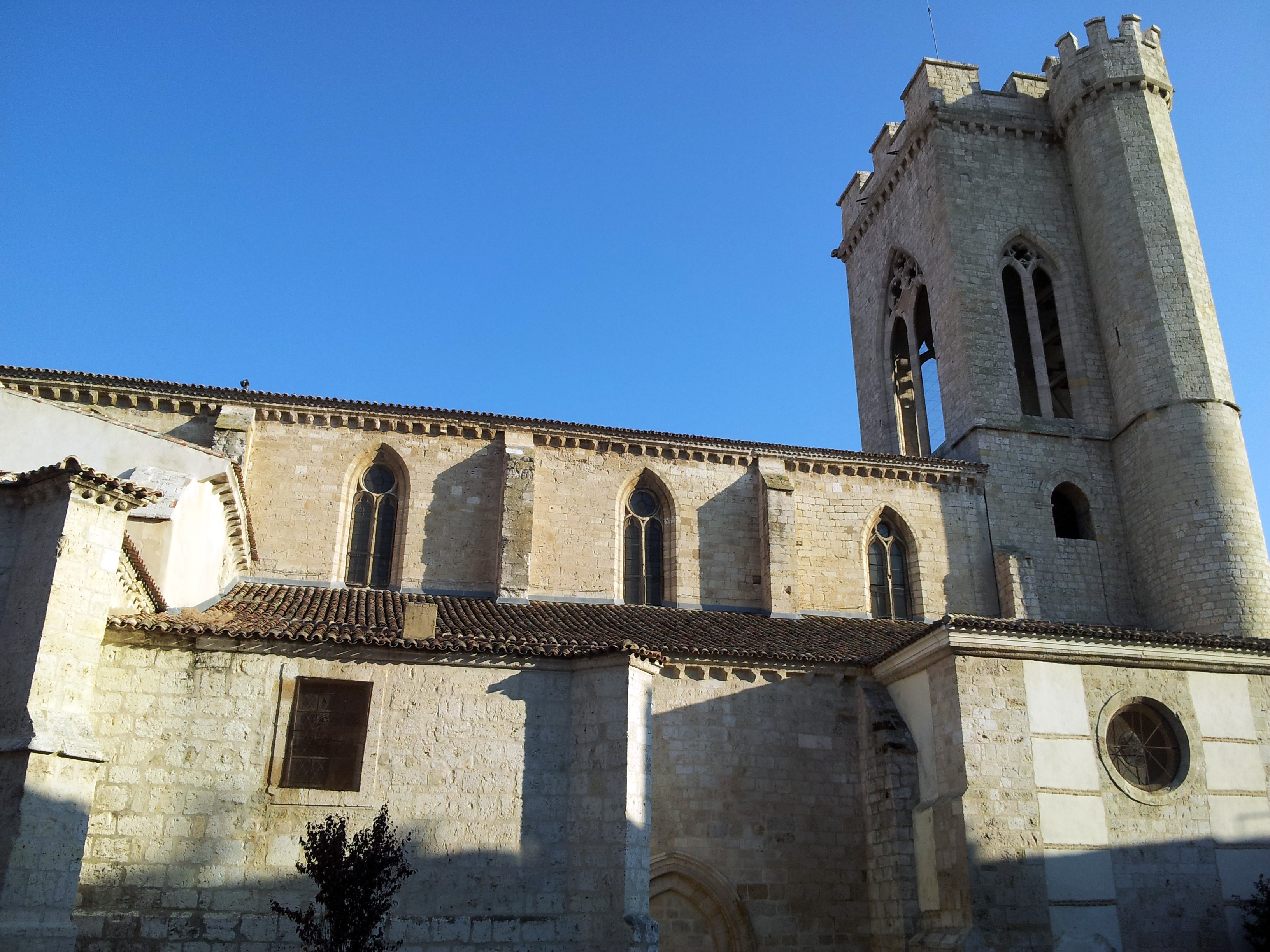
Exterior
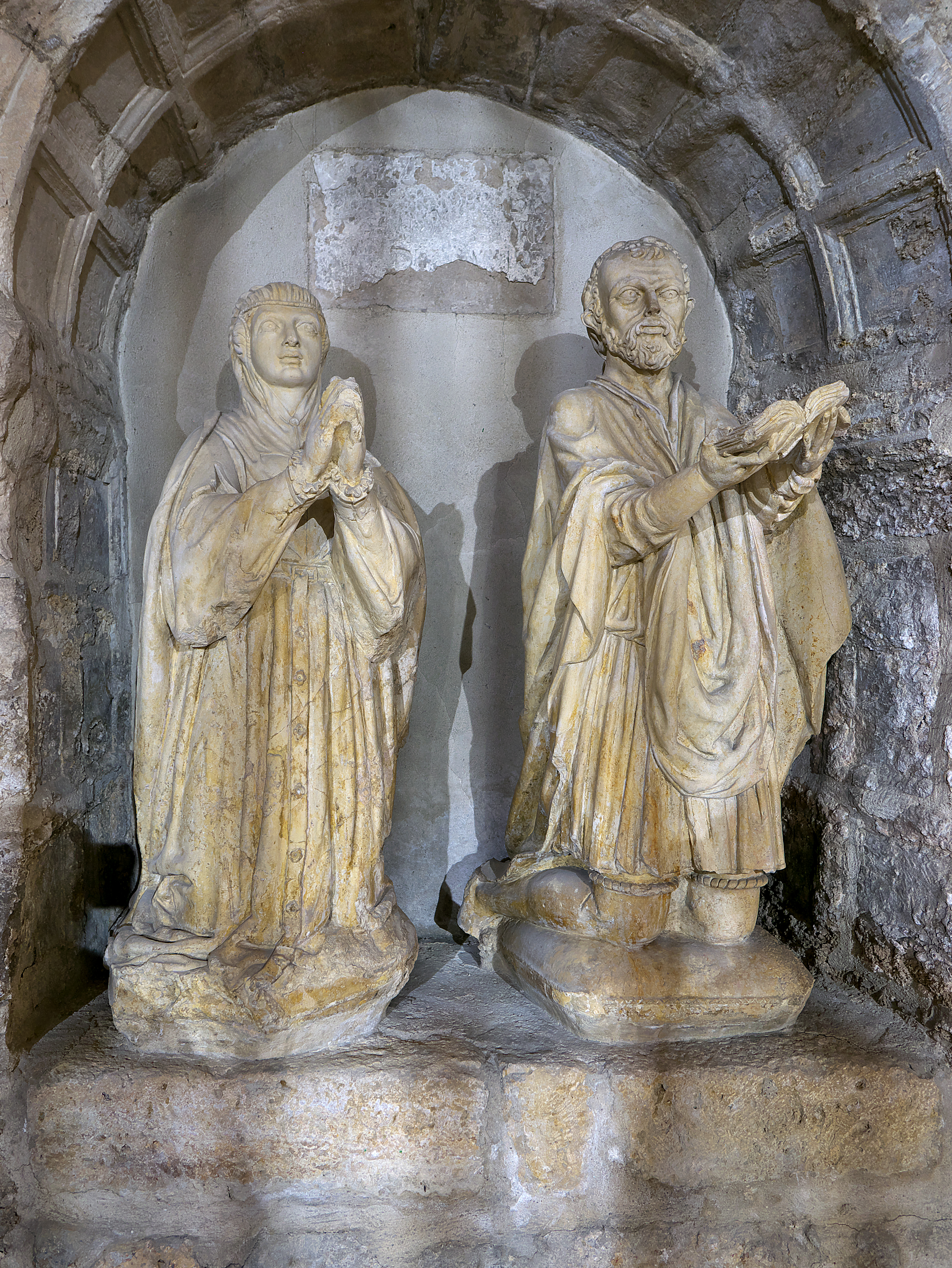
Estatuas orantes de los Rúa y Rivadeneira.
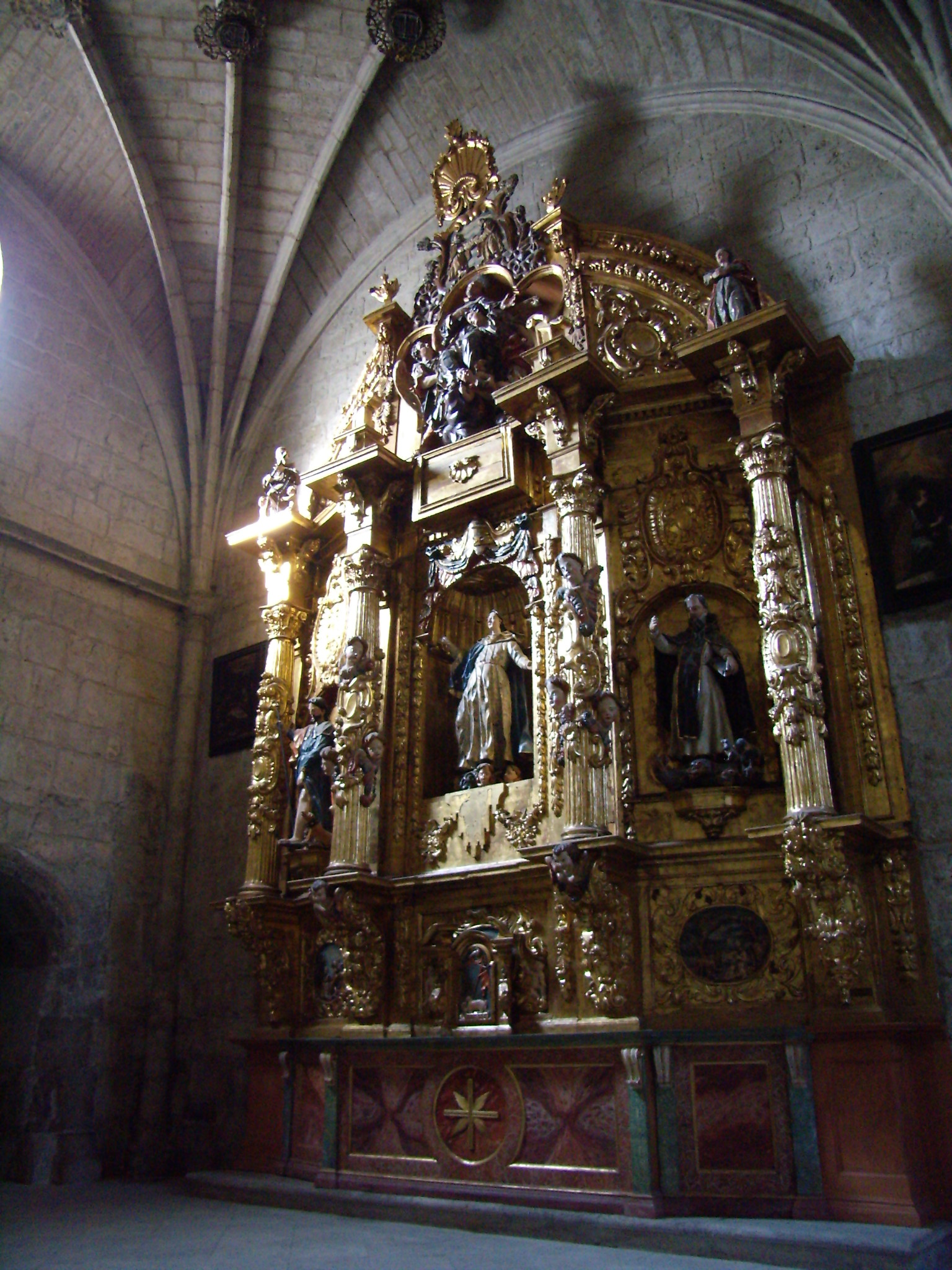
Retablo